# خورشید (نکا)
خورشید، روستایی است از توابع بخش مرکزی شهرستان نکا در استان مازندران ایران.

## جمعیت
این روستا در دهستان قره‌طغان قرار دارد و براساس سرشماری مرکز آمار ایران در سال ۱۳۸۵، جمعیت آن ۲۱۷۵ نفر (۵۵۶خانوار) بوده‌است. مردم خورشید از قومیت طبری هستند. مردم خورشید به زبان طبری (مازندرانی) سخن میگویند.

## جستار های وابسته
بایع کلا